# Eric S. Raymond
Eric Steven Raymond (4 de Dezembro de 1957 em Boston, Massachusetts), conhecido também como ESR, é um hacker e escritor americano. Depois da publicação em 1997 do seu livro A Catedral e o Bazar, Raymond foi por alguns anos frequentemente citado como um porta-voz extra-oficial para o movimento open source. É quem mantém o Jargon File, mais conhecido como The Hacker's Dictionary (O Dicionário dos Hackers).
Um ícone no movimento do Open Source e do software livre, é responsável pela famosa frase: "Havendo olhos suficientes, todos os erros são óbvios". Que é o enunciado da Lei de Linus, em alusão ao criador do Linux, o finlandês Linus Torvalds.

## Biografia
Nascido em Boston, Massachusetts, em 1957, Raymond viveu na Venezuela quando criança, e em outros três continentes, antes de se fixar na Pensilvânia, em 1971. Seu envolvimento com a cultura hacker começou em 1976, e ele contribuiu pela primeira vez para um projeto de código aberto em 1982. Desde então, suas atividades de desenvolvimento de softwares de código aberto incluíram manter o cliente de e-mails fetchmail, contribuir de modos de edição para o editor Emacs, co-escrever porções da biblioteca GNU ncurses, e contribuir para as bibliotecas giflib/libungif, libpng e algumas das padrões do Python. Enquanto isso, ele escreveu alguns documentos HOWTO, incluindo vários do corpo do Projeto de Documentação do Linux.
Raymond cunhou o aforismo "Havendo olhos suficientes, todos os erros são óbvios". Atribui os créditos da inspiração para esta citação a Linus Torvalds em seu livro A Catedral e o Bazar, de 1999.

## Projetos
Alguns dos projetos em quais ESR teve participação:
- Intelliterm - co-Autor
- 6700 Standard-LISP para mainframes Burroughs 6700/6800 - co-Autor
- RVIEW Line Editor para estações de trabalho Burroughs B20 e B25 - co-Autor
- Windows-Plus para VAX-11/750 sob 4.1BSD e o PC/AT sob XENIX.
- Rabbit 3270-Plus - Contribuidor
- UniPress EMACS V2 - Contribuidor Renomado
- GNU Emacs 18.5[2-8], 19, e 20 - Contribuidor Renomado
- NetHack 3.0 - Contribuidor Renomado
- keybind - Desenvolvedor
- nrtools - Desenvolvedor
- ncurses - principal co-Desenvolvedor.
- InterLink multi-user UNIX BBS - Desenvolvedor.
- fetchmail - Mantenedor.
- keeper - Desenvolvedor.
- CML2 - Desenvolvedor.
- Linux - Contribuidor.